# باجه (تونس)
باجه (به عربی: باجة) شهری در استان باجه کشور تونس است که جمعیت آن در سرشماری سال ۲۰۰۴ میلادی ۵۶٫۶۷۷ نفر بوده‌است.